# Hitomi Kaiyama
Hitomi Kaiyama –en japonés, 貝山 仁美, Kaiyama Hitomi– (27 de octubre de 1977) es una deportista japonesa que compitió en judo. Ganó una medalla de oro en el Campeonato Asiático de Judo de 2003 en la categoría de –70 kg.

## Palmarés internacional
| Campeonato Asiático | Campeonato Asiático  | Campeonato Asiático | Campeonato Asiático |
| Año                 | Lugar                | Medalla             | Categoría           |
| ------------------- | -------------------- | ------------------- | ------------------- |
| 2003                | Jeju (Corea del Sur) | Medalla de oro      | –70 kg              |